# Tarnobrzeg
Tarnobrzeg és una ciutat del sud-est de Polònia amb 48.837 habitants (2010). El 1999 va ser incorporada al Voivodat de Subcarpàcia. Abans era la capital del Voivodat de Tarnobrzeg.